# Juicio a las Juntas
El Juicio a las Juntas es como se le conoce al proceso judicial realizado en Argentina en 1985 por orden del presidente Raúl Alfonsín a los pocos días de recuperar la democracia, sobre nueve de los diez integrantes de las tres primeras Juntas Militares de la dictadura autodenominada Proceso de Reorganización Nacional (1976-1983), debido a las graves y masivas violaciones de derechos humanos cometidas de manera sistemática como parte de sus planes represivos.
El 15 de diciembre de 1983 el presidente Alfonsín, haciendo uso de sus facultades como jefe del cuerpo de fiscales, sancionó el Decreto N.º 158/83 que ordenó someter a juicio sumario a nueve de los diez militares de las tres armas que integraron las Juntas que dirigieron el país desde el golpe militar del 24 de marzo de 1976 hasta la guerra de las Malvinas en 1982: Jorge Rafael Videla, Orlando Ramón Agosti, Emilio Eduardo Massera, Roberto Eduardo Viola, Omar Graffigna, Armando Lambruschini, Leopoldo Fortunato Galtieri, Basilio Lami Dozo y Jorge Anaya. Pese a integrar la tercera junta, Alfonsín excluyó de la acusación al general Cristino Nicolaides. El expediente tramitó por la desde entonces emblemática «Causa 13/84».
El tribunal que enjuició a las juntas fue la Cámara Nacional de Apelaciones en lo Criminal y Correccional Federal de la Capital Federal, integrada por los jueces Jorge Torlasco, Ricardo Gil Lavedra, León Carlos Arslanián, Jorge Valerga Araoz, Guillermo Ledesma y Andrés J. D’Alessio. El fiscal fue Julio César Strassera con quien colaboró el fiscal adjunto Luis Gabriel Moreno Ocampo, quienes utilizaron como base probatoria el informe Nunca más realizado por la Comisión Nacional sobre la Desaparición de Personas (Conadep).
La sentencia dictada el 9 de diciembre de 1985 condenó a cinco de los militares acusados y absolvió a cuatro. Videla y Massera fueron condenados a reclusión perpetua con destitución. Viola, a 17 años de prisión, Lambruschini a 8 años de prisión, y Agosti a 4 años y 6 meses de prisión; todos con destitución. Graffigna, Galtieri, Lami Dozo y Anaya fueron absueltos. El tribunal consideró que las juntas militares habían elaborado un sistema represivo ilegal, que incluyó la comisión de "gran número de delitos de privación ilegal de la libertad, a la aplicación de tormentos y a homicidios", garantizando su impunidad. El fallo, en su punto 30, ordenó también enjuiciar a todas las personas que tuvieron responsabilidad operativa en las acciones criminales probadas en el juicio. Al atender la apelación, la Corte Suprema redujo levemente las penas de Lambruschini y Agosti. Las llamadas Leyes de impunidad (1986-1990) cerraron los juicios por delitos de lesa humanidad y perdonaron a los miembros condenados de las juntas militares y a miles de eventuales culpables. A partir de 2003 con Néstor Kirchner de presidente: fueron anuladas las Leyes de Impunidad y los juicios fueron reabiertos, condenando y encarcelando a cientos de criminales.  
El juicio tuvo una gran trascendencia internacional y sobre todo para la región, en donde gobernaron dictaduras similares coordinadas a nivel continental por el Plan Cóndor que cometieron crímenes de lesa humanidad de forma sistemática y planeada desde lo más alto del poder. El juicio ubicó a la Argentina en un lugar de vanguardia en la lucha por lograr que se respeten los derechos humanos.

## La decisión de enjuiciar a los militares
A comienzos de la década de 1980, en Argentina gobernaba una dictadura autodenominada «Proceso de Reorganización Nacional» que integraba una larga serie de golpes de Estado y gobiernos dictatoriales comenzada en 1930, que habían derrocado todas las experiencias de gobierno del radicalismo y el peronismo. En cada caso las dictaduras habían procedido a encarcelar y enjuiciar a los mandatarios constitucionales derrocados, pero ninguno de los militares o civiles que habían gobernado en dictadura, habían sido enjuiciados por sus actos contra la Constitución o contra los derechos humanos de la población.
El Proceso de Reorganización Nacional llevó adelante una política generalizada de terrorismo de Estado, con centros de detención, tortura y exterminio clandestinos, cometiendo miles de asesinatos, torturas, secuestros, violaciones, robos de bebés y robos de propiedades.
Durante la dictadura se formaron varios organismos de derechos humanos, entre los que se destacaron las Madres de Plaza de Mayo y las Abuelas de Plaza de Mayo, que comenzaron a reclamar el «juicio y castigo a los culpables» de las violaciones de derechos humanos. En 1982 la dictadura sufrió un colapso a causa de la derrota en la Guerra de Malvinas y se vio obligada a convocar a elecciones. El mundo político comenzó entonces a discutir qué hacer frente a las violaciones masivas de derechos humanos, teniendo en cuenta que la dictadura cívico-militares no había sido derrotada por un movimiento popular y que los sectores que la apoyaban continuarían en posesión de las armas. En 2022 el fiscal adjunto del juicio Luis Moreno Ocampo publicó un libro que tituló Cuando el poder perdió el juicio, aludiendo a la situación de vulnerabilidad de las autoridades democráticas en aquel momento.
En los dos principales partidos políticos, el peronismo y el radicalismo, existían sectores que proponían derogar la Ley de Autoamnistía y abrir en consecuencia el enjuiciamiento de aquellos militares y civiles que hubieran cometido violaciones de derechos humanos, aún teniendo en cuenta que el enjuiciamiento de los criminales podía desencadenar una violenta reacción militar, con el riesgo de establecer una nueva dictadura.
En esas condiciones, luego de la derrota argentina en la Guerra de Malvinas, Alfonsín formó un equipo de juristas y filósofos para analizar los lineamientos para una política de Estado sobre la revisión judicial de los actos de la dictadura: cuáles podían cuestionarse judicialmente, qué normas había que sancionar y qué argumentos había que sostener. El grupo estuvo integrado por Genaro Carrió, Carlos Nino, Martín Farrell, Ricardo Gil Lavedra, Eugenio Bulygin, Osvaldo Guariglia y Eduardo Rabossi, al quienes luego se sumaron Jaime Malamud Goti -quién formó un dúo con Nino-, Andrés D'Alessio, Dante Caputo, Enrique Paixao y Juan Octavio Gauna.
Un mes antes de que se realizaran las elecciones la dictadura sancionó la Ley de Autoamnistía n.º 22924 prohibiendo abrir investigaciones o juicios sobre cualquier delito relacionado con la violencia política entre 1973 y 1982. El candidato radical Raúl Alfonsín se pronunció entonces por desconocer la amnistía, mientras que el candidato peronista Ítalo Luder se pronunció por respetarla.
El 30 de octubre de 1983 ganó las elecciones Raúl Alfonsín, de la Unión Cívica Radical. Alfonsín, bajo la influencia de Carlos Nino y Jaime Malamud Goti adoptó una postura muy clara: desconocer la validez de la Ley de Autoamnistía, ordenar al Consejo Superior de las Fuerzas Armadas abrir juicio contra los integrantes de las tres primeras juntas militares de la dictadura, ordenar a los fiscales enjuiciar a los líderes guerrilleros y crear una comisión de notables por fuera del ámbito judicial que colectara información y testimonios sobre las violaciones de derechos humanos.
La intención de Alfonsín era limitar el enjuiciamiento a los máximos responsables militares, atenuando la responsabilidad de los mandos subalternos que habían obedecido órdenes, persiguiendo penalmente a varios dirigentes relacionados con la acción guerrillera durante los gobiernos constitucionales de Héctor J. Cámpora, Juan D. Perón y María Estela Martínez de Perón, pero excluyendo de la persecución a la Triple A, responsable de más de 600 desapariciones y asesinatos durante la Presidencia de María Estela Martínez de Perón.
León Arslanián, uno de los jueces que integraron el tribunal que condenó a los jefes militares, decía muchos años después que es importante entender el contexto de la época: «el poder militar estaba intacto y los tipos que habían chupado jóvenes con los Falcon venían a custodiarnos a nosotros o nos seguían».
En los días previos a la asunción de las autoridades democráticas se produjeron fuertes discusiones en el seno del radicalismo relacionadas con los alcances y modalidades que debía tener la cuestión de la responsabilidades por las violaciones de derechos humanos. Un sector, entre los que se encontraban Antonio Tróccoli -quien asumiría como ministro del Interior- y Horacio Jaunarena -quien sería primero viceministro y luego ministro de Defensa-, pensaba que el enjuiciamiento de las cúpulas militares era una idea negativa, porque produciría una reacción de las Fuerzas Armadas, a la vez que proponían sancionar de inmediato una Ley de Obediencia Debida, que impidiera la persecución de los delitos de lesa humanidad cuando se hubieren obedecido órdenes superiores, y poner el foco también en la crítica y enjuiciamiento del accionar de las organizaciones guerrilleras (calificadas como «terroristas» y «subversivas»). Esta última postura sería conocida como la «teoría de los dos demonios» y sería asumida por el gobierno de Alfonsín.
El propio Alfonsín hace referencia a las presiones y las discusiones dentro del radicalismo sobre el enjuiciamiento del poder militar y sus límites, en un análisis detallado de la decisión tomada en 1983 de enjuiciar a los máximos responsables que hace veinte años después, en su libro Memoria política. Transición a la democracia y derechos humanos.

Estaban también quienes entendían que el juzgamiento de los graves delitos cometidos generaría en las máximas jerarquías castrenses un clima de tensión, miedo y resentimiento que pondría en peligro a la recién recuperada democracia. Es decir, basaban su opinión en la posibilidad de un nuevo golpe militar, algo que por entonces nadie podía descartar de plano... En este contexto... es que hubo que trazar las estrategias y las medidas que combinaran lo deseable y lo posible para saldar las deudas del pasado... Numerosos amigos me pedían que cerrara la cuestión de los derechos humanos hacia el pasado. Durante una visita de Estado, el presidente de Italia, Sandro Pertini, me dijo preocupado: “¡Finíshela con los militares, caro presidente!”. A su vez, el gran dirigente del movimiento obrero, Luciano Lama, el doctor Giorgio Napolitano, figura consular del Partido Comunista, y también Giancarlo Pajeta, el memorable líder de la resistencia contra el fascismo, solicitaron a nuestro embajador en Roma, Alfredo Allende, que me transmitiera con urgencia que debía establecer una suerte de armisticio con los militares, ya que nuestro gobierno había ido –sostuvieron– demasiado lejos en su fervor por la defensa de los derechos humanos y los juicios a los militares.
Raúl Alfonsín, 2004

El 10 de diciembre de 1983 asumieron todas las autoridades democráticas. El 13 de diciembre de 1983 Alfonsín, que como presidente era por entonces jefe de los fiscales, dictó dos decretos: el Decreto 157/83 ordenando perseguir penalmente a cinco dirigentes de Montoneros (Firmenich, Vaca Narvaja, Galimberti, Perdía y Pardo), un miembro del Partido Peronista Auténtico vinculado a Montoneros (el exgobernador Obregón Cano) y la cabeza del Ejército Revolucionario del Pueblo (Gorriarán Merlo); y el Decreto 158/83 ordenando someter a juicio a nueve de los diez miembros de las tres primeras juntas militares, quedando excluida la última junta sin explicación oficial, e incluso el general Cristino Nicolaides, que integró las dos últimas juntas. El 22 de diciembre el Congreso aprobó por unanimidad la Ley 23.040 estableciendo:

Derógase por inconstitucional y declárase insanablemente nula la ley de facto N° 22.924.

## Decreto 158/83
El 13 de diciembre de 1983, tres días después de recuperada la democracia, el presidente Raúl Alfonsín dictó el Decreto 158/83 ordenando someter «a juicio sumario ante el Consejo Supremo de las Fuerzas Armadas a los integrantes de la Junta Militar que usurpó el gobierno de la Nación el 24 de marzo de 1976 y a los integrantes de las dos juntas militares subsiguientes». Los excomandantes acusados fueron Jorge Rafael Videla, Roberto Viola y Leopoldo Fortunato Galtieri; del Ejército; Emilio Massera, Armando Lambruschini y Jorge Anaya; de la Marina; y Orlando Agosti, Omar Graffigna y Basilio Lami Dozo; de la Fuerza Aérea. No fue incluido Cristino Nicolaides, que integró la tercera junta. Como contracara, ese mismo día Alfonsín firmó el Decreto 157/83 ordenando enjuiciar a siete dirigentes relacionados con las organizaciones guerrilleras, por delitos cometidos luego del 25 de mayo de 1973. Los dos decretos institucionalizaban lo que dio en llamarse la «teoría de los dos demonios». Alfonsín emitió esos decretos como jefe de los fiscales que debían actuar en el Poder Judicial de la Nación, facultad que en ese momento estaba incluida en las funciones presidenciales.
Los dos decretos habían sido redactados por Carlos Nino, Jaime Malamud Goti y Enrique Paixao,  el 9 de diciembre a la tarde, un día antes de que las autoridades democráticas asumieran sus cargos.
Los considerandos del Decreto sostienen:
- «Que la Junta Militar que usurpó el gobierno de la Nación el 24 de marzo de 1976 y los mandos orgánicos de las fuerzas armadas que se encontraban en funciones a esa fecha concibieron e instrumentaron un plan de operaciones contra la actividad subversiva y terrorista, basado en métodos y procedimientos manifiestamente ilegales.
- «Que entre los años 1976 y 1979 aproximadamente, miles de personas fueron privadas ilegalmente de su libertad, torturadas y muertas como resultado de la aplicación de esos procedimientos de lucha inspirados en la totalitaria "doctrina de la seguridad nacional"».

El decreto considera también que la responsabilidad de los mandos subalternos en las violaciones de derechos humanos debía reducirse como consecuencia de la acción psicológica ejercida por la dictadura, «que bien pudo haberlos inducido, en muchos casos, a error sobre la significación moral y jurídica de sus actos dentro del esquema coercitivo a que estaban sometidos».
Con respecto al tribunal actuante, el Decreto mantuvo las disposiciones que estaban vigentes antes de que se estableciera el régimen democrático, asignándole la causa el Consejo Supremo de las Fuerzas Armadas, pero advierte que la Constitución prohíbe juzgar a las personas por tribunales administrativos de última instancia, razón por la cual anunció que el Poder Ejecutivo enviaría «inmediatamente al Congreso un proyecto de ley agregando al procedimiento militar un recurso de apelación amplio ante la justicia civil». Debido a ello el Decreto estableció también que la sentencia del Consejo Supremo de las Fuerzas Armadas sería apelable ante la Cámara Nacional de Apelaciones en lo Criminal y Correccional Federal de la Capital Federal.

## Conadep
Con el fin de dar un fuerte apoyo a la investigación sobre violaciones de derechos humanos durante la dictadura, pocos días después de recuperada la democracia, el presidente Alfonsín convocó a ciudadanos notables para una Comisión Nacional sobre la Desaparición de Personas (Conadep).
El Decreto N° 187/1983 estableció que la Conadep estaría integrada por dieciséis miembros, de los cuales diez fueron elegidos por el presidente Alfonsín en el mismo decreto de creación, tres debían ser elegidos por la Cámara de Diputados y otros tres por la Cámara de Senadores. y cinco secretarios. Los diez miembros elegidos por el presidente, fueron el exrector de la Universidad de Buenos Aires Ricardo Colombres, el médico René Favaloro, el también exrector de la UBA Hilario Fernández Long, el obispo metodista Carlos T. Gattinoni, el epistemólogo científico Gregorio Klimovsky, el rabino Marshall T. Meyer, el obispo católico Jaime de Nevares, el activista de derechos humanos Eduardo Rabossi, la periodista Magdalena Ruiz Guiñazú y el escritor Ernesto Sabato. Los tres miembros elegidos por la Cámara de Diputados fueron los radicales Santiago Marcelino López, Hugo Diógenes Piucill y Horacio Hugo Huarte. Los tres miembros correspondientes a la Cámara de Senadores nunca fueron designados.
Los miembros de la Conadep recorrieron la Argentina, España, Francia, México y otros países entrevistando a eventuales testigos de violaciones de derechos humanos. Tuvo la virtud de promover la confianza para que esos testimonios salieran a la luz.
El resultado fue un cuadro aterrador que superó las peores evaluaciones. Quedó en evidencia que las violaciones masivas de derechos humanos fueron ejecutadas en forma sistemática de acuerdo a un plan decidido en los niveles más altos del gobierno militar.
La Comisión trabajó nueve meses y elaboró un informe de 50 000 páginas, considerado como un monumento jurídico y uno de los documentos más importantes de la historia de los derechos humanos.
La Conadep documentó alrededor de 9000 casos concretos de violaciones de derechos humanos. Por su seriedad y neutralidad, el Informe Nunca Más no solo constituyó una prueba fundamental en el Juicio contra las Juntas, sino que produjo un impacto cultural de enorme magnitud en la sociedad argentina.
En 20 de septiembre de 1984 la Conadep produjo su famoso informe que fue publicado como Nunca más (libro) y sus miembros concurrieron a entregarlo al presidente Raúl Alfonsín a la Casa Rosada acompañados de una multitud de 70 000 personas.

## Actuación en sede militar. Causa 13/84
El plan original de Alfonsín era que fueran las Fuerzas Armadas las que juzgaran los crímenes de lesa humanidad cometidos por los comandantes de las tres primeras juntas. El 28 de diciembre de 1983, el Consejo Supremo de las Fuerzas Armadas, en cumplimiento de la orden presidencial establecida en el Decreto 158/83, abrió la Causa 13/84 y comenzó la investigación contra los exmiembros de las juntas militares identificados en el Decreto.
En ese momento, las leyes establecían que los militares solo podían ser enjuiciados por tribunales militares, sin importar el delito y no contemplaba la posibilidad de que las sentencias dictadas en los tribunales militares, pudieran ser revisadas por el Poder Judicial de la Nación. Al dictar el Decreto 158/83 el 13 de diciembre de 1983, el presidente Alfonsín estableció que la sentencia del tribunal militar podía ser apelada ante la Cámara Federal en lo Criminal y Correccional de la Capital Federal. Los considerandos del Decreto explican que el enjuiciamiento de militares por tribunales administrativos (como los militares) sin posibilidad de apelar las sentencias al Poder Judicial, «constituye tanto un privilegio como una desprotección para el procesado, ambos vedados por la Constitución». De este modo, Alfonsín buscaba que el Poder Judicial tuviera la facultad de revisar en segunda instancia la sentencia del tribunal militar.
Pero al enviar al Congreso el proyecto de reforma del Código de Justicia Militar, el Senado, a iniciativa del senador Elías Sapag, introdujo un agregado que resultaría crucial: la facultad de la Cámara Federal de «avocarse», es decir de asumir directamente el juicio, en caso de que el tribunal militar se mostrara reticente o moroso en la investigación y el enjuiciamiento. El Senado aceptó también introducir un cambio al proyecto oficial propuesto por Sapag (que tenía dos sobrinos desaparecidos), el radical Adolfo Gass (que tenía un hijo desaparecido) y el peronista Eduardo Menem, aclarando que en ningún caso la obediencia debida podía aplicarse a «delitos aberrantes».
El 13 de febrero de 1984, el Congreso sancionó por unanimidad la Ley 23 049 de reforma del Código de Justicia Militar, con los agregados del Senado. Alfonsín recibió presiones para vetar los agregados, pero no lo hizo.
El tribunal militar efectivamente se mostró renuente a investigar las violaciones de derechos humanos cometidas por los miembros de las juntas militares enjuiciadas. Tomó declaración indagatoria aunque de manera progresiva, a todos los acusados, quienes negaron que las juntas militares hayan tomado decisiones, realizado planes o impartido instrucciones con el objetivo de combatir el terrorismo o la acción guerrillera, sosteniendo que «el accionar quedaba bajo la conducción de los Comandantes de cada una de sus Fuerzas» y que se realizaba en cumplimiento de los Decretos 261/75, 2770, 2771 y 2772 (conocidos como «Decretos de aniquilamiento»), y las directivas del Comando de Defensa 1/75, emitidos por el Poder Ejecutivo constitucional que gobernó hasta el golpe de Estado del 24 de marzo de 1976. El Consejo Supremo decretó las prisiones preventivas rigurosas de Videla, Agosti, Massera, Viola y Lambruschini, considerando que existía semiplena prueba de los delitos de los cuales estaban acusados.
El 11 de julio de 1984, la Cámara Federal le indicó al Consejo Supremo de las Fuerzas Armadas que investigara si hubo un método en la violación de derechos humanos y si ello pudo haber sido responsabilidad de los miembros de las juntas militares y que le informara en 30 días. El tribunal militar mantuvo silencio ante la indicación de la Cámara que, el 22 de agosto, concedió una ampliación del plazo por 30 días más. Vencido el plazo, el 25 de septiembre el Consejo Supremo de las Fuerzas Armadas envió a la Cámara una resolución en la que sostenía sin ningún detalle de las medidas investigativas adoptadas:

Se hace constar que, según resulta de los estudios realizados hasta el presente, los decretos, directivas, órdenes de operaciones, etcétera, que concretaron el accionar militar contra la subversión terrorista son, en cuanto a contenido y forma, inobjetables".

Ante la evidencia de la demora injustificada de la justicia militar para enjuiciar a las juntas militares, el 4 de octubre de 1984 la Cámara Federal tomó la decisión de desplazar al tribunal militar y hacerse cargo directamente de la causa. El presidente de la Corte Suprema designado por Alfonsín, José Severo Caballero, intentó convencer a la Cámara que no lo hicieran y dejaran la causa en manos militares.
Arslanián evaluó aquella situación en los siguientes términos: 

Era evidente que el esquema de Alfonsín no podía andar pero fue corregido hábilmente en el Congreso. Fue el Senador del Movimiento Popular Neuquino Sapag el que tuvo la idea de que hubiese un recurso de avocamiento por parte de la Cámara Federal en la hipótesis de que hubiese un desvío, un retardo, una resistencia por parte del poder militar en la investigación de los hechos criminales cometidos por las distintas fuerzas. Y eso fue decisivo porque a través de la reforma de la ley 23.049 se aceptó y se incluyó en el Código Militar la norma a partir de la cual el Consejo Supremo de las FF.AA. ya no se planteaba como instancia última, sino que quedada sujeto a una revisión de la justicia civil, incluso al avocamiento (es decir, a que se hiciera cargo de las causas si el tribunal militar no llegaba a resolverlas). Cosa de la que no teníamos la más mínima duda porque éramos conscientes de que eso que había hecho Alfonsín le había servido políticamente para salir del paso pero que con eso no llegaba a ningún lado. Gracias a eso pudimos avocarnos, nos sirvió para empoderarnos: aquello que parecía ser un recurso de ‘sólo si tal cosa…’, nosotros dijimos: ‘no: traénos los expedientes que nosotros los vamos a mirar...’, ‘ahora investigamos nosotros’. Y eso fue extraordinario. Cómo encastró todo en un plan que era tímido al principio, que no tenía seguramente esta previsibilidad que se observó después pero que puso la condición suficiente y necesaria como para que el poder civil investigara... Dijimos: ‘no vamos a consentir de ninguna manera, no vamos a ser nosotros los que sirvamos a que todo esto sea una farsa y terminemos validando una absolución del Consejo Supremo de las FF.AA.’. Porque la mirada, la propuesta era de una gran ingenuidad… Evidentemente no se sabía cómo encontrar la salida, que, hay que decir la verdad era muy difícil. Pero… ¿cómo se podía suponer que el Consejo Supremo de las FF.AA. iba a decir que los tipos mataban, secuestraban, tiraban gente viva al mar…? Es ridículo, era casi absurdo. Por eso hay que reivindicar mucho a Sapag, mucho. Porque nosotros mismos, los camaristas, no respetando los intereses primarios de ese Poder Ejecutivo, pudimos llevar adelante una tarea significativa pero, al mismo tiempo, esto lo supo capitalizar el propio Alfonsín con un grado enorme de inteligencia. El presidente se mostró absolutamente respetuoso de lo que hiciésemos o fuéramos a hacer nosotros, manifestando y demostrando más de una vez que él iba a condescender con lo que nosotros decidiéramos, que no iba a intervenir porque para eso estaba la Justicia y él era un hombre del Derecho.
León Carlos Arslanian

## Pase de la causa al Poder Judicial
Recibida la causa por el Poder Judicial, poco antes de iniciarse el juicio, hubo una operación para evitarlo a cambio de un reconocimiento de los miembros de las juntas de su responsabilidad en los hechos que se le imputaban, promovida por sectores radicales y militares vinculados al general Albano Harguindeguy, exjefe del Ejército durante la dictadura militar, que el propio Alfonsín llegó a proponer al tribunal y que obtuvo el rechazo unánime de los jueces.

### Tribunal
Los integrantes de la Cámara Nacional de Apelaciones en lo Criminal y Correccional Federal de la Capital Federal que juzgó a las Juntas Militares fueron Ricardo Gil Lavedra, Andrés J. D’Alessio, León Carlos Arslanián, Jorge Torlasco, Jorge Valerga Araoz y Guillermo Ledesma. Todos fueron elegidos en 1984 por el presidente Alfonsín con acuerdo del Senado controlado por el peronismo, según lo establecido en la Constitución. 
Ricardo Gil Lavedra -que contaba con 35 años- y Andrés J. D’Alessio pertenecían a la Unión Cívica Radical y habían formado parte del equipo de abogados y filósofos a los que Alfonsín había encargado en el otoño de 1982 que «pensaran cuáles deberían ser los lineamientos para una política de Estado sobre la revisión judicial del pasado: qué cosas podrían judicializarse, qué cambios legales habría que hacer, y qué argumentación darían base a aquellos planteos».
León Carlos Arslanian era peronista, pertenecía al sector que apoyaba el enjuiciamiento de los crímenes de lesa humanidad y fue convocado por D'Alessio con la intención de evitar que se pensara que se estaba conformando «una justicia radical».
Jorge Torlasco había ingresado al Poder Judicial como meritorio en 1959, siendo luego fiscal en Tierra del Fuego, juez federal de Santa Cruz y juez de instrucción federal en la Capital Federal. Era reconocido entre los familiares de los desaparecidos por ser el único juez que daba curso a los habeas corpus durante la dictadura, y fue el primer juez en declarar inconstitucional la Ley de Autoamnistía, antes aún de que asumiera el gobierno democrático. Renunció en 1987 a su larga carrera judicial en desacuerdo con las leyes de Punto Final y Obediencia Debida, argumentando que era una «ley que deja impune a la tortura».
Jorge Valerga Araoz se recibió de abogado en 1972. Ingresó a trabajar al Poder Judicial cuando era estudiante como meritorio sin percibir remuneración. Fue secretario del Juzgado en lo Criminal de Sentencia y fiscal de primera instancia. Tenía 38 años cuando fue nombrado camarista en 1984 por el presidente Alfonsín.
Guillermo Ledesma era juez federal de instrucción, cuando en 1984 fue nombrado camarista federal por el presidente Alfonsín. No tenía filiación política y había ingresado al Poder Judicial como pinche.
En medio de presiones cruzadas, amenazas de muerte, miedo y la incredulidad general sobre la posibilidad de enjuiciar a dictadores que había asesinado a miles de personas, los jueces decidieron formar una hermandad que llamaron «la hermandad de los astronautas», para mantenerse unidos y dispuestos a hacer justicia real, conforme a derecho, y no ser instrumentos de una farsa. Desde la noche de la sentencia en adelante, los seis jueces transformaron en rito la cita periódica para cenar juntos. Con ese mismo espíritu decidieron no elegir un presidente y rotar cada semana en la presidencia del tribunal.

### Fiscalía
El fiscal fue Julio César Strassera con quien colaboró Luis Gabriel Moreno Ocampo, que era el fiscal adjunto. Strassera, que contaba en ese momento con 51 años, era un funcionario judicial simpatizante del radicalismo, que había militado en el movimiento estudiantil y comenzado su carrera desde el escalón más bajo del Poder Judicial cuando aún era estudiante a mediados de la década de 1960, siendo luego designado secretario de un juzgado federal, fiscal federal de primera instancia y juez de primera instancia. El presidente Alfonsín, en su condición de jefe del cuerpo de fiscales, lo nombró fiscal de la Cámara Federal de Apelaciones en lo Criminal y Correccional.
Moreno Ocampo tenía 32 años, pertenecía a una familia de clase alta con fuerte tradición militar en la que, según sus propios dichos «cuestionar a Videla era una traición». Se había recibido de abogado en 1978 y en 1980 ingresó a trabajar como ayudante del procurador general, hasta que fue llamado por Strassera en 1984 para que fuera su fiscal adjunto. En 2003 fue designado fiscal jefe de la Corte Penal Internacional, al ser elegido por más de 70 países, sin votos en contra.
Con Strassera colaboró también su amigo el dramaturgo y empleado judicial Carlos Somigliana, pero ante la negativa generalizada de otros funcionarios, el equipo de la fiscalía se formó con unos quince jóvenes, mayoritariamente estudiantes: Sergio Delgado (19, contratado como «pinche» por Strassera al hacerse cargo de la fiscalía), Carlos “Maco” Somigliana (23 años, estudiante de derecho y antropología que luego integraría el Equipo Argentino de Antropología Forense), Nicolás Corradini (proveniente de la Procuración), Judith König (21, proveniente de la Procuración), María del Carmen Tucci (24, proveniente de la Conadep), Mabel “La Pichu” Colalongo (proveniente de la Conadep), Javier Scipioni (20, alumno de Moreno Ocampo), Lucas Palacios (27, proveniente de la Procuración), Marcela Pérez Pardo, Adriana Gómez, entre otros. Por falta de espacio en la oficina de la fiscalía, el equipo se instaló en la sede de la Conadep, en el Centro Cultural General San Martín, a dos cuadras del Palacio de Justicia.
Debido a que la cantidad de delitos sobre los que existían constancias superaban los diez mil, el fiscal Strassera tomó la decisión de recurrir a un mecanismo utilizado por el Consejo Europeo de Derechos Humanos, sobre la base de casos paradigmáticos. Presentó entonces 709 casos, de los cuales el tribunal decidió examinar 280. Se formularon cargos por los delitos de secuestro, tortura, robo, homicidio, allanamiento ilegal y falsedad documental, excluyendo los delitos de violencia sexual y apropiación de menores.

### Defensas
Todos los acusados fueron defendidos por abogados privados, con excepción de Jorge Rafael Videla, que fue defendido por el defensor oficial Carlos Tavares.
Los militares acusados decidieron no estar presentes en las audiencias, siendo representados por sus abogados. El fiscal Strassera solicitó al tribunal en dos oportunidades que dispusiera la obligación de que comparecieran, pero el tribunal no alcanzó un acuerdo y no se pronunció sobre el pedido.
Las defensas coincidieron en sostener que el Poder Judicial no tenía legalidad para juzgarlos, que los decretos de aniquilamiento sancionados por Ítalo Lúder durante el último gobierno constitucional derrocado en 1976 los habilitaba para aniquilar físicamente a los guerrilleros y que las juntas militares no tomaron decisiones represivas, porque las mismas eran tomadas autónomamente por cada fuerza. El exjuez Valerga Aráoz ha señalado su asombro sobre una de los argumentos utilizados por la defensa Viola que sostuvieron que el vencedor tiene derecho a quedarse con todo el botín del vencido, con fundamento en las ideas del padre del Derecho moderno de Gentes Francisco de Victoria.

### Amenazas y negociaciones bajo presión
Tanto el fiscal como alguno de los jueces recibieron llamadas telefónicas amenazantes, provenientes de los sectores vinculados al exjefe del Ejército Albano Harguindeguy y un sector de la derecha del gobierno de Alfonsín, con el fin de presionarlos para que aceptaran un acuerdo, que consistía en que los miembros de las juntas reconocerían su responsabilidad en las violaciones de derechos humanos, a cambio de que no ser juzgados por la Cámara Federal, ni permitir que declaren los testigos. La intención de estos sectores del poder real buscaba preservar a los dictadores y el rol que desde 1930 venían desempeñando las Fuerzas Armadas, como «garantes» frente a lo que consideraban el «populismo» y la «demagogia» democráticas.
Tres días antes de que empezaran las audiencias del juicio, el 19 de abril de 1985, Alfonsín le propuso a los jueces de la Cámara suspender las declaraciones a cambio de que la primera de las Juntas se declarara culpable. Ninguno de los seis quiso siquiera considerarlo.
El mismo día 22 de abril de 1985 en que se inició el juicio oral, Alfonsín dirigió al país un dramático mensaje en cadena nacional denunciando la actividad de grupos que estaban organizando un golpe de Estado:

Se han producido algunos episodios bochornosos en Argentina ( ... ). En nombre de una responsabilidad insoslayable que hemos asumido con humildad pero con firmeza inalterable, denuncio al pueblo argentino la actividad disolvente de quienes pronostican el caos y la anarquía, presagian estallidos sociales, auguran aislamientos internacionales y, en definitiva, se convierten en pregoneros de la disgregación nacional. Los más insensatos se han atrevido a tentar a oficiales superiores de las Fuerzas Armadas con diversas propuestas, que van desde presuntos Gabinetes de coalición hasta la posibilidad de golpe de Estado. Esta actividad no puede ser atribuida al resentimiento o a la perversidad exclusivamente; tiene que haber, debe haber, además, extravío mental... Ustedes saben, sin duda, que existen tensiones originadas o agudizadas por el proceso a las Juntas militares. Se va a iniciar una etapa nueva de un juicio sin antecedentes en el mundo, de tal importancia que, de acuerdo con mi opinión, terminará con 50 años de frustración democrática y decadencia nacional... El juicio se puede llevar a cabo porque hay una decisión de la civilidad, pero también porque hay una decisión de los hombres de armas. No todos lo entienden, no todos lo comprenden, hay incluso quienes lo consideran injusto, pero aun apretando los dientes desean someterse a las normas, a los principios y los métodos del Estado de derecho. Aquí no ha habido una derrota militar que imponga los criterios del vencedor, tampoco ha existido una sociedad civil virtuosa frente a una sociedad militar victimaria. Todos hemos sido culpables de una u otra forma.
Raúl Alfonsín, 22 de abril de 1985

### Audiencias
Con el fin de lograr transparencia y publicidad, el tribunal decidió hacer un juicio oral, un formato que nunca había utilizado la justicia federal. Entre el 22 de abril y el 14 de agosto de 1985 se realizaron 78 audiencias públicas en la Sala de Audiencias del Palacio de Justicia de la Nación, que en 2014 fue designada por la Corte Suprema como Salón de los Derechos Humanos del Poder Judicial, porque allí «comenzó a expresarse la voluntad de terminar con la impunidad». En ella declararon 833 personas, como testigos y peritos, de entre ellas personas que habían sido detenidas, desaparecidas y torturadas, familiares de las víctimas y personal de las fuerzas de seguridad. Todos los testigos fueron ofrecidos por la fiscalía, ya que las defensas no ofrecieron ninguno.
Las audiencias se extendieron durante 530 horas y fueron grabadas íntegramente en videocintas U-matic por Argentina Televisora Color (ATC) pero sólo se permitió transmitir tres minutos diarios de imágenes sin sonido, con excepción de la sentencia que fue emitida en directo por todos los canales. Los registros fueron archivados en la Cámara Nacional de Apelaciones en lo Criminal y Correccional Federal, pero en abril de 1988, por temor a que fueran destruidos por un alzamiento militar, una copia de todo ese material fue llevada secretamente a Oslo.

### Testimonios
El tribunal examinó testimonios referidos a 703 casos. El Equipo Nizkor realizó un índice de cada uno de ellos para poder facilitar el acceso al sector de la sentencia que lo analiza. A continuación se resumen algunos de ellos:

#### Adriana Calvo
Adriana Calvo declaró luego de varios testimonios genéricos. Fue la primera testigo en describir directamente los delitos que se cometieron sobre ella, sobre otras personas y sobre su hija. Fue secuestrada mientras estaba embarazada de siete meses, al igual que su esposo Miguel Ángel Laborde, llevada a varios centros clandestinos de detención de la Policía Bonaerense, donde oyó las torturas que realizaban personas del Ejército durante los meses que estuvo secuestrada y conoció a otras personas torturadas con picanas eléctricas, golpes, cepos y submarino, que identificó. Describió como era el maltrato, la falta de comida y las condiciones inhumanas extremas de detención. Describió el parto en condiciones inhumanas de la adolescente Inés Ortega de Fosati y cómo fueron atendidas por el médico Jorge Antonio Bergés. Tanto Inés Ortega como el bebé desaparecieron, pero este último, Leonardo Fossati Ortega, fue recuperado por Abuelas de Plaza de Mayo en 2004. Cuando Adriana Calvo comenzó el trabajo de parto, fue subida a un patrullero con los ojos vendados y las manos atadas atrás, amenazándola de muerte, hasta que la bebé nació sin ayuda alguna en el auto, cayendo al piso sin que nadie cortara el cordón. Horas después llegaron al Pozo de Banfield y fue recibida por el Dr. Bergés, quien le sacó brutalmente la placenta del útero que cayó al piso, bajo insultos de los presentes, mientras la bebé siguió sucia y sin atención. Finalmente la obligaron a limpiar todo, desnuda. Recién después pudo reunirse con su beba y enviaron a ambas a un calabozo donde estuvieron varios días más sin ninguna higiene. Luego presenció el parto de María Eloísa Castellini, sin asistencia alguna en un pasillo y recibió el testimonio de otra prisionera Silvia Mabel Isabella Valenzi, luego desaparecida, sobre su propio parto en un hospital. En su cautiverio fue testigo también de los secuestros de los niños José Sabino Abdala Falabella y María Eugenia Gatica Caracoche, restituidos muchos años después. Luego de liberados ella y su esposo, el esposo fue despedido «por abandono de trabajo» de la universidad donde ambos trabajaban como docentes y el pedido de reincorporación de ella no fue atendido.
El testimonio completo se extendió durante una hora y cuarenta minutos y puede ser visto y escuchado completo en el canal Personas Desaparecidas BA de la Provincia de Buenos Aires, en Youtube.

#### Reacciones
Durante el juicio quedó en evidencia el aparato clandestino de represión y el horror del terrorismo de Estado aplicado como sistema. La clandestinidad de las detenciones, el uso generalizado de apodos y la práctica de saquear las viviendas de los detenidos, fueron reconocidos en los testimonios de los miembros de las Fuerzas Armadas y la policía. Se demostró que el sistema operativo puesto en práctica para la represión ilegal por parte de las juntas militares, que constaba de captura de sospechosos, privación ilegítima de la libertad, interrogatorios bajo tortura, reducción a la servidumbre, deshumanización, clandestinidad y secreto de dichas acciones, y eliminación física de los detenidos, fue el mismo en todo el territorio nacional argentino. Dado que todos los hechos ilegales fueron cometidos por miembros de las Fuerzas Armadas y de seguridad disciplinadamente organizadas en forma verticalista, el juicio pudo descartar sin dejar lugar a dudas la hipótesis de que estos ilícitos pudieron haber ocurrido sin órdenes expresas de los superiores. El juicio demostró la responsabilidad de los jerarcas de las Juntas y la falsedad de cualquier hipótesis sobre «excesos propios de cualquier acción militar» como pretendían los excomandantes.
Las atrocidades que revelaron muchos de esos testimonios sacudieron hondamente la conciencia de la opinión pública argentina y mundial. El escritor Jorge Luis Borges relató su vivencia luego de asistir a una audiencia en un artículo para la agencia española EFE con el título de "Lunes, 22 de julio de 1985". En una parte de dicho relato dice:

De las muchas cosas que oí esa tarde y que espero olvidar, referiré la que más me marcó, para librarme de ella. Ocurrió un 24 de diciembre. Llevaron a todos los presos a una sala donde no habían estado nunca. No sin algún asombro vieron una larga mesa tendida. Vieron manteles, platos de porcelana, cubiertos y botellas de vino. Después llegaron los manjares (repito las palabras del huésped). Era la cena de Nochebuena. Habían sido torturados y no ignoraban que los torturarían al día siguiente. Apareció el Señor de ese Infierno y les deseó Feliz Navidad. No era una burla, no era una manifestación de cinismo, no era un remordimiento. Era, como ya dije, una suerte de inocencia del mal.

Treinta y cuatro años después, en una entrevista, se le preguntó a Arslanián por los testimonios del juicio, aquellos que más lo impactaron o le parecieron más relevantes: 

El paso del tiempo dificulta esa elección pero citaría el de Adriana Calvo [quien obligada a parir vendada y maniatada en un patrullero], un testimonio terrible pero que documentó el grado extraordinario de crueldad justamente en ese capítulo de las parturientas. Me pareció espectacular, por su valor intrínseco, por su precisión, el del ahora filósofo Claudio Tamburrini [quien relató las condiciones y torturas sufridas durante los ciento veinte días que estuvo detenido-desaparecido en la Mansión Seré de donde se fugó espectacularmente con otros detenidos]. Todo el capítulo de la familia Bettini es una tragedia. La familia Tarnopolsky… Es el día de hoy que no termino de recomponerme. Y en otro plano, fue excelente el testimonio de Robert Cox, el director del diario Buenos Aires Herald.
León Arslanián

En entrevistas posteriores los excamaristas han contado detalles e intimidades del juicio, en particular el impacto que en cada uno de ellos tuvieron ciertos testimonios y el desgaste emocional que generaban las audiencias y las aberraciones que se relataban. Los exjueces han confesado que lloraban luego de escuchar los testimonios, pero que también llegaron a reírse a carcajadas en el caso de un testigo que no entendía el idioma, impulsados por una necesidad de desahogo ante tanta atrocidad. El costo emocional que conllevaron las audiencias, las presiones, los alzamientos militares y las leyes de impunidad causó que todos los jueces renunciaran al Poder Judicial poco después de terminado el juicio.

### Alegato del fiscal Strassera
Entre el 11 y el 18 de septiembre de 1985 el fiscal Julio César Strassera realizó el alegato de la fiscalía, que luego ha sido considerado como una pieza histórica. La fiscalía consideraba que la responsabilidad por cada delito debía ser compartida por los miembros de cada junta a la que se le había probado participación. Finalmente el tribunal no aceptó este criterio, sosteniendo que las responsabilidades debían ser asignadas por cada fuerza armada, lo que produjo una considerable reducción de las penas para los miembros de la Fuerza Aérea.
Strassera cerró su alegato con esta frase:

Señores jueces: quiero renunciar expresamente a toda pretensión de originalidad para cerrar esta requisitoria. Quiero utilizar una frase que no me pertenece, porque pertenece ya a todo el pueblo argentino. Señores jueces: "Nunca más".

### Alegatos de las defensas
Entre el 30 de septiembre y el 21 de octubre se realizaron las defensas de los jefes militares, que básicamente sostuvieron que se había tratado de una guerra, y que los actos develados debían ser considerados como circunstancias inevitables de toda guerra.

### Generalidades
El informe de la Conadep y el juicio a las juntas hicieron que la generalidad de la población se enterara, por primera vez y sin posibilidades de negarlo, de lo que había sucedido en el país en los últimos años con lujo de detalles. El juicio fue el primero en Buenos Aires oral y público, eso significó que en las audiencias estaba abierta la entrada al público en general, pero no eran tantas las personas que cabían. El juicio fue televisado años más tarde, el 24 de agosto de 1998, pero sin sonido. Los militares todavía gozaban del poder suficiente como para evitar que se escuchara por la televisión pública las declaraciones de los testigos.
El abogado penalista Bernardo Beiderman organizó un operativo secreto para llevar a un lugar seguro los videos con las grabaciones del juicio. Los jueces temían por la desaparición de las pruebas documentales. El 25 de abril de 1988, Beiderman viajó, junto a los seis jueces de la Cámara Nacional de Apelaciones en lo Criminal y Correccional Federal de la Capital Federal, Andrés José D’Alessio, León Carlos Arslanián, Ricardo Gil Lavedra, Jorge Torlasco, Jorge Valerga Aráoz y Guillermo Ledesma, rumbo a Oslo, Noruega. Los videos quedaron guardados junto al texto original de la Constitución de Noruega en una habitación a prueba de incendios o bombas atómicas.

### Sentencia
Luego de producidos los testimonios y pruebas periciales la impresión predominante era que las dos primeras juntas recibirían penas muy severas, que podrían alcanzar la reclusión perpetua, pero que los miembros de la última junta, podrían recibir penas menos graves. Por otra parte, un sector de las Fuerzas Armadas presionaba al Gobierno para que las sentencias no incluyeron la degradación y la expulsión infamante de los reos.
Los jueces alcanzaron un amplio acuerdo sobre el contenido de la sentencia, pero tuvieron importantes discrepancias en la cuestión del monto de las penas. Ledesma y Gil Lavedra pretendían penas más altas que el resto. Sin acuerdo sobre las condenas, el domingo anterior a la lectura de la sentencia los jueces se retiraron a almorzar en la pizzería Banchero de la Avenida Corrientes, ubicada a dos cuadras de la sede de la Cámara, donde alcanzaron un acuerdo que firmaron en una servilleta. Años después, los exjueces contaron que más allá de la discusión, todos estaban muy conformes con el resultado del juicio, incluso Strassera que había pedido penas más altas.
El 9 de diciembre se dictó la sentencia, que tenía más de 2000 hojas mecanografiadas a doble despacio y fue leída por León Carlos Arslanian en su condición de presidente del tribunal esa semana. 
La sentencia consideró probado que las juntas diseñaron e implementaron un plan criminal y rechazó la petición de los acusados de considerar vigente la Ley de Autoamnistía, anulada por el Congreso. El fallo hizo lugar al argumento de las defensas, en el sentido de que cada fuerza actuó autónomamente, graduando las penas en función de ello, de modo de imponer las penas más severas a los miembros del Ejército de las dos primeras juntas, penas intermedias a los miembros de la Marina y una pena muy leve al miembro de la Fuerza Aérea en la primera junta. Con respecto a la última junta, el tribunal sostuvo que la fiscalía no pudo probar que, con posterioridad a 1980 se hubieran cometido crímenes que pudieran ser responsabilidad de la junta militar, exculpando así a  sus tres miembros (Galtieri-Anaya-Lami Dozo), ni acreditar la culpa del miembro de la Fuerza Aérea en la segunda junta.
Jorge Rafael Videla fue condenado a reclusión perpetua e inhabilitación absoluta perpetua con la accesoria de destitución como autor responsable de los delitos de homicidio agravado por alevosía reiterado en 16 casos, por homicidio agravado por alevosía y por el concurso de varias personas en 50 casos, por la privación ilegal de la libertad agravada por amenazas y violencias en 306 casos, por tormentos en 93 casos, por tormentos seguidos de muerte en 4 casos, por robo en 26; y fue absuelto por falta de pruebas por homicidio calificado en 19 casos, privación ilegítima de la libertad calificada en 94 casos, tormentos en 164 casos, por robo en 64 casos, por sustracción de menor en 6 casos, por reducción a servidumbre en 23 casos, por usurpación en 5 casos, por secuestro extorsivo en 3 casos, por falsedad ideológica en 120 casos y por supresión de documento público.
Emilio Eduardo Massera fue condenado a reclusión perpetua e inhabilitación absoluta perpetua con la accesoria de destitución como autor responsable de los delitos de homicidio agravado por alevosía en 3 casos, por privación ilegal de la libertad calificada por violencia y amenazas en 69 casos, por tormentos reiterados en 12 casos y por robo en 7 casos; y fue absuelto por falta de pruebas por homicidio calificado en 83 casos, por privación ilegal de la libertad calificada en 440 casos, por tormentos reiterados en 260 casos, por robo en 99 casos, por tormentos seguidos de muerte en 5 casos, por sustracción de menor en 6 oportunidades, por supresión de documento público, por reducción a servidumbre en 23 casos, por usurpación en 5 casos, por secuestro extorsivo, por extorsión en 2 casos y por falsedad ideológica en 127 casos.
- Roberto Eduardo Viola fue condenado a 17 años de prisión y a inhabilitación absoluta perpetua con la accesoria de destitución.
- Armando Lambruschini fue condenado a 8 años de prisión y a inhabilitación absoluta perpetua con la accesoria de destitución.
- Orlando Ramón Agosti fue condenado a 4 años y 6 meses de prisión y a inhabilitación absoluta perpetua con la accesoria de destitución.

Omar Domingo Rubens Graffigna y Arturo Basilio Lami Dozo fueron absueltos porque asumieron la comandancia después que se cerrara el único centro de detención de la Fuerza Aérea. Leopoldo Fortunato Galtieri y Jorge Isaac Anaya fueron absueltos porque el tribunal consideró que no se pudo demostrar que personal a su cargo siguiera cometiendo alguno de los delitos del sistema ilegal de represión implementado cuando ellos asumieron el poder.
En uno de los párrafos de la extensa sentencia puede leerse:

En suma puede afirmarse que los comandantes establecieron secretamente, un modo criminal de lucha contra el terrorismo. Se otorgó a los cuadros inferiores de las Fuerzas Armadas una gran discrecionalidad para privar de libertad a quienes aparecieran, según la información de inteligencia, como vinculados a la subversión; se dispuso que se los interrogara bajo tormentos y que se los sometiera a regímenes inhumanos de vida, mientras se los mantenía clandestinamente en cautiverio; se concedió, por fin, una gran libertad para apreciar el destino final de cada víctima, el ingreso al sistema legal (Poder Ejecutivo Nacional o Judicial), la libertad o, simplemente, la eliminación física.

#### Las absoluciones por sustracción de menores
Uno de los delitos de lesa humanidad más aberrantes cometidos por la dictadura, fue la apropiación de menores y la supresión de su identidad. En 2012 la justicia dictaminó que la «apropiación de niños» constituyó «una práctica sistemática y generalizada» realizada «en el marco de un plan sistemático de aniquilación», decidido desde las cúpulas de las Fuerzas Armadas, condenando a varios de sus autores directos e indirectos. Hacia 2022 se habían recuperado 130 personas que habían sido secuestradas desde su nacimiento o siendo niñas. La Abuelas de Plaza de Mayo estima que en total pudieron haber sido secuestrados unos 500 niños.
En el Juicio a las Juntas, la fiscalía acusó a las Juntas Militares por siete casos de apropiación de hijos de desaparecidos y solicitó las condenas correspondientes: Felipe y María Gatica Caracoche. Claudia Poblete, Simón Gatti Méndez (Simón Riquelo), el hijo de María José Rapela de Magnone, el hijo de Alicia Alfonsín de Cabandié y la hija de Susana Beatriz Pegoraro. La Cámara Federal absolvió a sus autores por los primeros seis casos, y nada dijo del séptimo. El argumento usado por el tribunal para absolver a las Juntas en estos casos fue realizado en el capítulo XX de la sentencia, donde el tribunal consideró que eran hechos ocasionales y no había elementos que permitieran suponer que fue ordenada desde los más altos niveles de la dictadura.

#### El punto 30: orden de enjuiciar a todos los autores
El punto 30 del fallo ordenó que debían ser enjuiciados los oficiales superiores, que ocuparon los comandos de zona y subzona, y todos aquellos que tuvieron responsabilidad operativa en las acciones criminales probadas en el juicio. El punto 30 dice textualmente:

Disponiendo, en cumplimiento del deber legal de denunciar, se ponga en conocimiento del Consejo Supremo de las F.F.A.A., el contenido de esta sentencia y cuantas piezas de la causa sean pertinentes, a los efectos del enjuiciamiento de los Oficiales Superiores, que ocuparon los comandos de zona y subzona de Defensa, durante la lucha contra la subversión, y de todos aquellos que tuvieron responsabilidad operativa en las acciones (arts. 387 del Código de Justicia Militar y 164 del Código de Procedimientos en Materia Penal).

Para definir las responsabilidades penales en los cientos de delitos de lesa humanidad probados en el juicio, el tribunal aplicó la Doctrina Roxin, desarrollada por el jurista alemán Claus Roxin en su obra de 1963, «Teoría del dominio de la voluntad en aparatos organizados de poder», estableciendo que debían ser condenados todas las personas que participaron inmediata y mediatamente en la comisión de los crímenes de lesa humanidad.
Este punto descartó la teoría alfonsinista de los tres niveles de responsabilidad, según la cual sólo debían ser considerados culpables los máximos jerarcas militares que impartieron las órdenes y quienes se habían «excedido» en el cumplimiento de las mismas, quedando relevados de responsabilidad, por la causal de impunidad de «obediencia debida», aquellos autores de crímenes de lesa humanidad (desapariciones, torturas, violaciones, asesinatos, secuestros) que cumplieron órdenes.
El fallo de la Cámara habilitó así nuevos juicios contra los responsables de violaciones de derechos humanos en causas como la ESMA, La Perla, el Circuito Camps, y otros varios expedientes, muchos de ellos derivados de las causas en que habían sido condenados los miembros de las Juntas.
Para dejar sin efecto el punto 30, Alfonsín mandó a elaborar el proyecto de Ley de Obediencia Debida que sería sancionado por el Congreso Nacional, con fuerte oposición, en 1987, estableciendo la impunidad para todos los autores de crímenes de lesa humanidad que tuvieran grado militar inferior a coronel. Por aplicación de esta ley se cerraron causas en las que estaban involucrados más de 3600 represores. Uno de los jueces del tribunal que dictó la sentencia contra las juntas, el juez Jorge Torlasco, renunció a su cargo en repudio a dicha ley.

### Corte Suprema
El 30 de diciembre de 1986 la Corte Suprema de Justicia de la Nación Argentina, compuesta por los jueces José Severo Caballero, Augusto César Belluscio, Carlos Santiago Fayt, Enrique Santiago Petracchi y Jorge Antonio Bacqué, confirmó en lo sustancial la sentencia apelada, pero atenuó la situación de Viola y Agosti, cambiando la calificación como "autores mediatos" por la de "partícipes como cooperadores necesarios", y absolviendo a Viola por dos casos de privaciones ilegítimas de la libertad y a Agosti por tres casos de robo, reduciéndoles por ello sus condenas a las penas de 16 años y 6 meses de prisión y 3 años y 9 meses, respectivamente.
También rechazó la pretensión del fiscal Strassera en cuanto a que el término de la prescripción de la acción penal instaurada contra Agosti por delitos de privación ilegítima de libertad de personas que aún permanecían desaparecidas, debería habérsela computado desde que el nombrado dejó de ser comandante de la Fuerza Aérea y no desde que se destruyera su único centro de detención, con lo cual de una u otra manera, fiscal, Cámara y Corte coincidieron en que ese tipo de delitos eran prescriptibles.

## Leyes de impunidad
Tan fuerte fue el impacto de la Conadep y la decisión de enjuiciar a las cúpulas de la dictadura, que antes de iniciarse el juicio ya se habían presentado más de 2000 denuncias por crímenes de lesa humanidad. Con la condena a los excomandantes arreciaron aún más las denuncias contra otros represores. Por otra parte la fiscalía había decidido no juzgar a los miembros de las juntas militares por el robo de bebés nacidos en cautiverio que no habían sido restituidos, delitos que seguían cometiéndose y cuyo hallazgo era el objetivo de las Abuelas de Plaza de Mayo. Se abrieron entonces gran cantidad de causas penales para juzgar a otros responsables de violaciones de derechos humanos.
Como contrapartida arreciaron las presiones y amenazas provenientes de sectores militares o civiles y mediáticos vinculados a los mismos, llegando incluso a levantamientos militares, con el fin de que se establecieran mecanismos de impunidad para los represores.   

### Ley de Punto Final
El 5 de diciembre de 1986 el presidente Raúl Alfonsín, temiendo un levantamiento militar, anunció el envío al Congreso de un proyecto que establecía la caducidad de la acción penal contra los imputados de haber cometido violaciones de derechos humanos durante el Proceso de Reorganización Nacional que no hubieran sido llamados a declarar antes de los sesenta días corridos a partir de la fecha de promulgación de la ley. La Ley fue promulgada por Alfonsín el 24 de diciembre de 1986 y fue bautizado como Ley de Punto Final.
Entre 50.000 y 60.000 personas se manifestaron  en el centro de Buenos Aires como protesta contra la ley. Según el diario español El País fue  la manifestación más multitudinaria desarrollada en la Capital Federal desde que se había recuperado la democracia tres años antes. Convocada por las Madres de Plaza de Mayo y Abuelas de Plaza de Mayo y otras organizaciones defensoras de los derechos humanos, la marcha contó con el apoyo de los peronistas revolucionarios y la Confederación General del Trabajo (CGT).
La Ley desató una avalancha de denuncias presentadas por sobrevivientes y familiares de los desaparecidos. En febrero de 1987 la Procuración a cargo del radical Juan Octavio Gauna aplicó por primera vez la ley, aceptando el cierre de la causa que investigaba a un grupo de tareas que había actuado bajo las órdenes del general Ramón Camps en la provincia de Buenos Aires.

### Ley de Obediencia Debida
Pese a la Ley de Punto Final, los sectores militares y sus aliados, siguieron exigiendo nuevas normas que extendieran la impunidad frente a los delitos de lesa humanidad cometidos en la dictadura. El 14 de abril de 1987 se inició una sublevación militar conocida como los «levantamientos carapintadas de Semana Santa», reclamando el fin de los juicios. El presidente Alfonsín ordenó reprimir la sublevación, pero las tropas del Ejército no respondieron a sus órdenes, dejando al gobierno democrático virtualmente a merced de las Fuerzas Armadas. Pero una multitud entre la que se destacaban familias enteras con sus niños, salió a la calle dispuesta a respaldar activamente la democracia, a la vez que los líderes de los partidos políticos opositores y los medios de comunicación apoyaron al presidente Alfonsín incondicionalmente, sorprendiendo a los golpistas y oponiendo una barrera civil al poder militar. Luego de varios días de incertidumbre y movilización ciudadana, el presidente Alfonsín fue personalmente a entrevistarse con los militares sublevados, arribando a un acuerdo que puso fin al levantamiento.
Un mes después, el 13 de mayo de 1987, Alfonsín presentó al Congreso un proyecto de ley estableciendo la impunidad por la causal de obediencia debida, para aquellos militares debajo del grado de coronel, que fueron autores de violaciones de derechos humanos en cumplimiento de órdenes impartidas por sus superiores.
Por aplicación de esta ley se cerraron causas en las que estaban involucrados más de 3600 represores. Uno de los jueces del tribunal que dictó la sentencia contra las juntas, el juez Jorge Torlasco, renunció a su cargo en repudio a dicha ley.

### Indultos
Las leyes de Punto Final y Obediencia Debida no fueron suficientes para detener las presiones, amenazas y sublevaciones relacionadas con el campo militar. En 1988 se produjeron otras dos rebeliones carapintadas (Monte Caseros y Villa Martelli) y el 9 de noviembre de 1989 se produjo la Caída del Muro de Berlín, cambiando radicalmente los alineamientos políticos e ideológicos. En Argentina, el 9 de julio asumió la Presidencia de la Nación el peronista Carlos Menem que, una vez en el poder, sorprendió a propios y extraños aliándose con los sectores políticos, militares y económicos que habían apoyado los golpes militares y combatido al peronismo en las décadas anteriores. En ese contexto Menem amplió la impunidad que había concedido Alfonsín y dictó una serie de indultos perdonando a los autores de la mayor parte de los crímenes cometidos durante la dictadura, con excepción de aquellos que aún seguían cometiéndose, como el robo de bebés nacidos en cautiverio y la supresión de sus identidades. Dentro de esa serie, el 29 de diciembre de 1990 dictó el Decreto 2741/90 indultando a los cinco exmiembros de las juntas militares condenados en la causa 13/84.

### Nulidad de las leyes de impunidad y reapertura de los juicios
En 2003, durante la presidencia de Néstor Kirchner, se inició un proceso de cuestionamiento judicial de la constitucionalidad de los indultos que finalizó en 2010 con un fallo de la Corte Suprema de Justicia confirmando las nulidades de los mismos decididas por los tribunales inferiores y ordenando que los condenados en el Juicio a las Juntas cumplieran las condenas que se les habían impuesto.

### Situación final de los miembros de las juntas militares

#### Primera Junta
- Jorge Rafael Videla. Miembro de la primera junta militar como comandante en jefe del Ejército y nombrado "presidente". Fue condenado a cadena perpetua y degradación en el Juicio a las Juntas en 1985, y encarcelado. Fue indultado por el presidente Menem en 1990 y liberado de prisión. En 2006 la justicia declaró la nulidad de su indulto (causa Gutheimm), confirmado luego por la Corte Suprema.[61] Anulado su indulto, Videla fue vuelto a encarcelar en 2008,[62] y fue condenado en otras causas en las que estuvo imputado por crímenes de lesa humanidad. Permaneció y murió en la cárcel en 2013, a los 87 años.[63]
- Eduardo Massera. Miembro de la primera junta militar como comandante en jefe de la Marina. Fue condenado a cadena perpetua y degradación en el Juicio a las Juntas en 1985, y encarcelado. Fue indultado por el presidente Menem en 1990 y liberado de prisión. En 1994 fue condenado a indemnizar en un millón de pesos (dólares) a Daniel Tarnopolsky, cuya familia entera desapareció tras ser secuestrada y trasladada a la ESMA.[64] En 1998 volvió a ser detenido en prisión domiciliaria imputado por robo de bebés durante la dictadura, delito que no había formado parte del indulto.[65][66] Nuevamente fue ordenada su detención en 2001 acusado de apropiarse de bienes ajenos.[66] En 2005 fue declarado incapaz mental a causa de un derrame cerebral sufrido tres años antes, razón por la cual se cerraron los juicios pendientes. Murió en 2010, a los 85 años.[67]
- Orlando Ramón Agosti. Miembro de la primera junta militar como comandante en jefe de la Fuerza Aérea. Fue condenado a cuatro años y seis meses de prisión y destitución en el Juicio a las Juntas en 1985, y encarcelado. La Corte Suprema redujo su pena a tres años y nueve meses. Cumplió su condena en el penal de Magdalena y recuperó su libertad en 1989. Fue indultado por el presidente Menem en 1990. En 1993, solicitó judicialmente la restitución de su grado militar, petición que la justicia denegó.[68] Murió en 1997, a los 73 años.

#### Segunda Junta
- Roberto Eduardo Viola. Miembro de la segunda junta militar como comandante en jefe del Ejército y nombrado "presidente". Fue condenado a 17 años de prisión y destitución en el Juicio a las Juntas en 1985, y encarcelado. Fue indultado por el presidente Menem en 1990 y liberado de prisión. Murió en 1994.
- Armando Lambruschini. Miembro de la segunda junta militar como comandante en jefe de la Marina. Fue condenado a ocho años de prisión y destitución en el Juicio a las Juntas en 1985, y encarcelado. Fue indultado por el presidente Menem en 1990 y liberado de prisión. En 1998 volvió a ser detenido en prisión domiciliaria imputado por robo de bebés durante la dictadura, delito que no había formado parte del indulto.[65][66] En 1994 fue condenado a indemnizar en un millón de pesos (dólares) a Daniel Tarnopolsky, cuya familia entera desapareció tras ser secuestrada y trasladada a la ESMA.[64] En 1997 fue juzgado en ausencia por la justicia italiana. En 1999 Baltasar Garzón, juez de la Audiencia Nacional de España ordenó la busca y captura de cuarenta y ocho militares y policías argentinos procesados por genocidio, terrorismo y tortura ejercidos entre 1976-1983, siendo Lambruschini uno de los acusados.[69] En 2003, el juez Rodolfo Canicoba Corral le otorgó el beneficio del arresto domiciliario por ser mayor de 70 años.[70] En 2003 se solicitó la extradición, por lo que fue detenido por la Justicia argentina, pero poco después desistió de pedir su extradición porque podía ser acusado y procesado de nuevo en las causas donde se investiga el robo de niños nacidos en la maternidad clandestina del centro clandestino de detención que funcionaba en la ESMA y por la derogación de la Ley de Punto Final y la Ley de Obediencia Debida.[71]  Murió en 2004 a los 80 años, mientras estaba detenido con prisión domiciliaria.
- Omar Graffigna. Miembro de la segunda junta militar como comandante en jefe de la Fuerza Aérea. Fue absuelto en el Juicio a las Juntas en 1985. En 1999 Baltasar Garzón, juez de la Audiencia Nacional de España ordenó la busca y captura de cuarenta y ocho militares y policías argentinos procesados por genocidio, terrorismo y tortura ejercidos entre 1976-1983, siendo Rubens Graffigna uno de los buscados.[69] En 2003 la justicia española solicitó su extradición para ser juzgado por crímenes contra la humanidad.[72] En 2013 fue detenido y procesado por su participación en la desaparición forzada de José Manuel Pérez Rojo y Patricia Julia Roisinblit —hija de Rosa Tarlovsky de Roisinblit, vicepresidenta Abuela de Plaza de Mayo.[73] En 2016 fue condenado a veinticinco años de prisión por los secuestros de Patricia Roisinblit y José Manuel Pérez Rojo.[74] El 27 de diciembre de 2018 fue condenado a quince años de prisión por los delitos cometidos en el centro clandestino de detención conocido como «Virrey Cevallos».[75]

#### Tercera Junta
- Leopoldo Fortunato Galtieri. Miembro de la tercera junta militar como comandante en jefe del Ejército y nombrado "presidente". Fue absuelto en el Juicio a las Juntas en 1985. En 1986 fue condenado a 12 años de prisión y degradación por delitos cometidos en la conducción de la Guerra de Malvinas de 1982. En 1989 fue indultado por el presidente Carlos Menem y liberado de prisión, restituyéndosele el grado militar.[76][77] En 2002 fue detenido por sospechas de comisión de crímenes de lesa humanidad durante la última dictadura; murió al año siguiente, antes de entrar en juicio mientras cumplía prisión preventiva en su domicilio.[78]
- Jorge Isaac Anaya. Miembro de la tercera junta militar como comandante en jefe de la Marina. Fue absuelto en el Juicio a las Juntas en 1985. En 1986 fue condenado a 14 años de prisión y degradación por delitos cometidos en la conducción de la Guerra de Malvinas de 1982. En 1989 fue indultado por el presidente Carlos Menem y liberado de prisión, restituyéndosele el grado militar.[76][77] En 1997 el juez español Baltasar Garzón solicitó la detención y extradición de 45 militares argentinos y un civil a quienes procesó por genocidio, terrorismo de Estado y torturas. Entre ellos se encontraba Jorge Anaya.[79] El pedido fue rechazado varias veces por el gobierno argentino alegando el principio de territorialidad, hasta que en 2003, el presidente Néstor Kirchner mediante el Decreto 420/03 modificó el criterio de rechazo de las extradiciones sustentado hasta ese momento ordenando «obligatoriedad del trámite judicial» solicitado por la Justicia española, y abriendo así el camino a la extradición efectiva de los militares requeridos,[80] pero nunca se concretó.[81] En 2006 el juez federal Sergio Torres ordenó su detención acusado por 266 casos de secuestros y torturas en la megacausa ESMA, pero logró evitar la detención debido a sufrir una serie de infartos, cuya autenticidad estuvo sospechada.[82] Murió en libertad en 2008, a los 81 años.
- Basilio Lami Dozo. Miembro de la tercera junta militar como comandante en jefe de la Fuerza Aérea. Fue absuelto en el Juicio a las Juntas en 1985. En 1986 fue condenado a 8 años de prisión y degradación por delitos cometidos en la conducción de la Guerra de Malvinas de 1982. En 1989 fue indultado por el presidente Carlos Menem y liberado de prisión, restituyéndosele el grado militar.[76][77] En 1997 el juez español Baltasar Garzón solicitó la detención y extradición de 45 militares argentinos y un civil a quienes procesó por genocidio, terrorismo de Estado y torturas. Entre ellos se encontraba Lami Dozo.[79] El pedido fue rechazado varias veces por el gobierno argentino alegando el principio de territorialidad, hasta que en 2003, el presidente Néstor Kirchner mediante el Decreto 420/03 modificó el criterio de rechazo de las extradiciones sustentado hasta ese momento ordenando «obligatoriedad del trámite judicial» solicitado por la Justicia española, y abriendo así el camino a la extradición efectiva de los militares requeridos,[80] pero nunca se concretó.[81] Murió en libertad en 2017, a los 88 años.[83]

- Cristino Nicolaides. Miembro de la tercera y cuarta juntas militares como comandante en jefe del Ejército. Pese a integrar la tercera junta, no fue acusado por el presidente Alfonsín, sin que se hayan dado explicaciones oficiales. Estuvo procesado en 1985 por la masacre de Margarita Belén, pero fue sobreseído por aplicación de la Ley de Obediencia Debida de 1986. En 1989 fue también indultado por el presidente Menem (Decreto 1002/89) de todos los eventuales crímenes que pudiera haber cometido, con excepción de los delitos que continuaban cometiéndose, como el robo de bebés nacidos en cautiverio. En 1999 fue imputado en España por el juez Baltazar Garzón por delitos de genocidio, terrorismo y torturas, siendo requerida su captura y extradición junto a otros acusados, que nunca pudo concretarse por reticencias de los gobiernos argentinos y españoles.[84][85] En 2007 fue condenado a 25 años de prisión por el secuestro y desaparición de personas en la Causa Contraofensiva. Murió en 2011, con 88 años, cumpliendo prisión domiciliaria, y varios juicios pendientes.

#### Cuarta Junta
Los miembros de la cuarta Junta Militar no fueron acusados por Alfonsín razón por la cual no fueron enjuiciados en el Juicio a las Juntas. Sin embargo fueron incluidos en otros juicios realizados con posterioridad. La cuarta junta nombró con el título de "presidente" al general Reynaldo Bignone.
- Cristino Nicolaides. (Informado en el punto anterior)
- Rubén Oscar Franco. Miembro de la cuarta junta militar como comandante en jefe de la Marina. En 1999 fue imputado en España por el juez Baltazar Garzón por delitos de genocidio, terrorismo y torturas, siendo requerida su captura y extradición junto a otros acusados, que nunca pudo concretarse por reticencias de los gobiernos argentinos y españoles.[84][85] En 2012 fue absuelto en voto dividido del Tribunal Oral Federal (TOF) 6 de Ciudad de Buenos Aires en el juicio por el plan sistemático de apropiación de niños y niñas durante el terrorismo de Estado.[86] En 2014 la Sala III de Casación Federal revirtió el fallo inicial del TOF 6 y condenó a Franco a 25 años de prisión por 31 casos de sustracción de menores,[86] pero la condena aún no había quedado firme en 2022 debido a la demora inaudita de la Corte Suprema en designar la sala que debe realizar la revisión definitiva del fallo.[86]
- Augusto Jorge Hughes. Miembro de la cuarta junta militar como comandante en jefe de la Fuerza Aérea. En 1999 fue imputado en España por el juez Baltazar Garzón por delitos de genocidio, terrorismo y torturas, siendo requerida su captura y extradición junto a otros acusados.[84][85] Pero Hughes había fallecido en 1993.[87]

## Trascendencia del fallo
Por primera vez en la historia mundial un grupo de dictadores debieron comparecer ante tribunales de su propio pueblo que los juzgó por sus crímenes. A diferencia de los Juicios de Núremberg, que fueron llevados a cabo por los vencedores, o los de la ex Yugoslavia, en donde también fueron juzgados por tribunales internacionales, o el Tribunal de Camboya, que tiene un estatuto especial completamente independiente del sistema judicial del país, este juicio se realizó en el mismo país de los acusados, con las leyes del propio país y con fiscales, abogados y jueces compatriotas. 
Además, por las características que tuvo, la condena a las juntas militares realizada por un gobierno democrático constituyó un hecho sin precedentes en el mundo, ya que contrastó fuertemente con las transiciones negociadas que tuvieron lugar en aquellos años en Uruguay, Chile, Brasil, España, Portugal y Sudáfrica.
Además, por primera vez militares latinoamericanos que planearon y realizaron un golpe de Estado contra un gobierno constitucional fueron enjuiciados y condenados por un tribunal civil.
El juicio a las juntas argentinas constituyó un hito en la historia para todos los países de la región, permitiendo que en los diferentes procesos de transición se contara con un precedente importante a la hora de combatir jurídicamente la impunidad de los responsables de los gobiernos dictatoriales. Llevar a la justicia a los militares represores de los países vecinos latinoamericanos era algo impensable. Con esto, el presidente Raúl Alfonsín quedó a la vanguardia de su época en el tema de derechos humanos y tuvo que soportar las consecuencias de haber realizado estos juicios padeciendo importantes levantamientos militares.
Este juicio, que fue único en la historia, tuvo un alto impacto, tanto político como psicológico a nivel nacional y una increíble trascendencia a nivel internacional. Gracias a este, después comenzaron a proliferar otros juicios a miembros del ejército y de la marina de menor rango.
Arslanián, uno de los jueces del tribunal sostiene que:

El gran mérito del juicio a las Juntas no fueron las condenas impuestas a los máximos responsables de las Juntas sino que fue correr el telón, es decir, cómo pusimos de manifiesto la operatoria represiva: los Centros Clandestinos de Detención (CCD), los procedimientos, el Centro Piloto de París, las aventuras de Massera… Frente a eso, se acabó todo. Cualquier resistencia que pudiera haber, de la naturaleza que fuere, murió. Y el clamor social, popular de aquellos que estuvieron desde el principio (sea como víctimas o como militantes) empezó a cobrar fuerza, vigor, representatividad y redundando en organizaciones de derechos humanos admirables, como las que tenemos nosotros. Fue tal la fuerza, el impulso que tuvo este proceso que es el día de hoy que se están abriendo juicios gracias a la experiencia de los Juicios en Argentina... Se me hace difícil pensar qué Argentina hubiésemos tenido sin los Juicios. No sé. Realmente hubiésemos sido un Estado fallido, no sé en qué hubiésemos terminado. El Juicio ordenó éticamente al Estado, resolvió el tema de las FF.AA., instaló al país como adalid en materia de Derechos Humanos, penetró profundamente todo el sistema judicial argentino ya que aquí se aplican los fallos de la CIDH -Comisión Interamericana de Derechos Humanos- (como no se aplican en otros países), así como los derechos del Pacto de San José de Costa Rica incorporadas en la Reforma Constitucional de 1994 y que, en materia de derechos humanos, nos presenta como un país muy prestigioso internacionalmente.
León Arslanián

## Cultura popular
En 2022 se estrenó a película Argentina, 1985, del director Santiago Mitre, sobre la tarea del fiscal Strassera y su equipo en el Juicio a las Juntas. El film ganó el premio FIPRESCI de la crítica internacional a la mejor película en el Festival Internacional de Cine de Venecia, y el premio del público en la 70.ª edición del Festival Internacional de Cine de San Sebastián. A su vez, fue seleccionada como la representante argentina para competir en la categoría mejor película internacional en la 95.ª edición de los Premios Óscar.